# 9. Zusatzartikel zur Verfassung der Vereinigten Staaten
Der 9. Zusatzartikel zur Verfassung der Vereinigten Staaten von Amerika, das Amendment IX, der Teil der Bill of Rights ist, lautet:

## Wortlaut
“The enumeration in the Constitution, of certain rights, shall not be construed to deny or disparage others retained by the people.”

„Die Aufzählung bestimmter Rechte in der Verfassung darf nicht dahingehend ausgelegt werden, dass durch sie andere dem Volke vorbehaltene Rechte versagt oder eingeschränkt werden.“

Der 9. Verfassungszusatz wird in der vom US-Kongress beschlossenen Gesetzesurkunde als elfter Artikel („Article the eleventh“) aufgeführt.

## Geschichte
In seiner Rede vor dem Repräsentantenhaus, um die ursprünglich zwölf Verfassungszusätze vorzustellen, von denen letztlich zehn angenommen und als Bill of Rights bekannt wurden, sagte James Madison über den 9. und 10. Zusatz:

„Auch wurde gegen eine Bill of Rights eingewendet, dass durch die Aufzählung von bestimmten Ausnahmen der gewährten Rechte, die anderen nicht in dieser Aufzählung vorhandenen Rechte in ihrem Wert herabgesetzt würden. Weiterhin könnte durch Implikation folgen, dass diese nicht ausgeschlossenen Rechte der Regierung zugewiesen seien, und folglich unsicher seien. Das ist eines der glaubwürdigsten Argumente gegen die Einführung einer Bill of Rights in dieses System, die ich je gehört habe, ich bin aber überzeugt, es widerlegen zu können. Ich habe dies versucht, wie Sie in Betrachtung der letzten Klausel der vierten Resolution erkennen können.“

Madison sprach die Ängste an, dass eine Aufzählung bestimmter aus der Macht der Bundesregierung ausgenommener Rechte dahingehend interpretiert werden könnte, dass die Rechte der Bundesregierung über die in Artikel 1 Sektion 8 der neuen Verfassung gewährten hinausgehen würden. Tatsächlich war dies auch das Hauptargument der Föderalisten gegen die Aufnahme einer Bill of Rights während der Verfassungsratifikation. Tatsächlich war die Regierung auch bisher schon nicht dazu befugt, eine Staatsreligion zu etablieren, weil sie dafür kein Recht besaß. So wird der neunte Verfassungszusatz als eine Erinnerung an den Kongress angesehen, dass er ein durch aufgezählte Rechte beschränktes Organ ist.
In jüngerer Vergangenheit wurde jedoch argumentiert, dass der neunte Verfassungszusatz, insbesondere in Verbindung mit dem zehnten Zusatz, betone, dass die Bill of Rights nicht Rechte von der Regierung auf das Volk überträgt, sondern eine bloße Aufzählung einiger der wichtigsten Rechte ist, die vom Volk nicht auf die Regierung übertragen wurden. So würde der neunte Zusatz anerkennen, dass einige Rechte dem Volk geblieben sind und nicht von der Regierung abgeschwächt werden können.
Aufgrund der vierten Fußnote blieb der neunte Verfassungszusatz eine umstrittene Norm. Robert Bork verglich ihn mit einem Tintenklecks und meinte, Richter seien nicht berechtigt zu prüfen, was sich unter diesem Fleck verberge. Randy Barnett hingegen meinte, dass der neunte Zusatz eine von ihm so genannte Vermutung der Freiheit voraussetze.